# Jackson Martins
Jackson Martins (Belford Roxo, 16 de março de 1972 - Duque de Caxias, 8 de agosto de 2004) foi um intérprete de sambas-de-enredo brasileiro, que ficou conhecido por cantar os sambas da escola de samba Caprichosos de Pilares entre 1997 e 2004.

## Carreira
Começou a carreira aos 14 anos tocando cavaquinho ao lado de Neguinho da Beija-Flor. Jackson morava em Belford Roxo e durante seis anos foi intérprete oficial da Caprichosos de Pilares. Com seu jeito alegre, empolgava o público com seu grito de guerra "Chegou Caprichosos, chegou Caprichosos". O cantor começou a carreira artística na década de 80, quando se destacou fazendo shows de pagodes e samba de raiz. Em 1994, estreou na Inocentes de Belford Roxo e participou de vários concursos de samba-enredo. O primeiro LP de Jackson Martins foi gravado em 1989, com o grupo Levanta Poeira e o primeiro CD solo, em 1996. Na Caprichosos de Pilares, onde ficou de 1998 a 2004, Jackson Martins se igualou em termo de “cara da escola” ao intérprete Carlinhos de Pilares.

## Morte
Jackson foi assassinado em 8 de agosto de 2004, noite do Dia dos Pais, por volta das 22h30, na frente da esposa Adriana e de seus dois filhos (Jaderson, na época com 10 anos, e Naderson, com 8) com dois tiros na nuca, quando dirigia seu Fiat Uno na Rodovia Washington Luís, a 500 metros do Restaurante Rei do Bacalhau, em Duque de Caxias, onde se apresentava com o grupo Puxadores do Samba nas noites de domingo. O crime até hoje nunca foi esclarecido. Segundo a polícia, o carro foi fechado por outro veículo, cujo um dos dois ocupantes, armado com uma pistola, atirou várias vezes. Como no Fiat havia um adesivo de um Batalhão de Infantaria do Exército, a polícia acredita que os criminosos pensaram que Jackson fosse um militar, sendo este o motivo de sua execução. 
 

## Premiações
Tamborim de Ouro

1999 - Melhor Intérprete 